# Лыжный переход Омск — Москва
Лыжный переход Омск — Москва — лыжный переход в СССР, совершённый в 1929 году.

## История

Г. А. Куропаткин

Командир взвода омского стрелкового батальона Красной Армии — Георгий Алексеевич Куропаткин один, в полном военном снаряжении (в шинели и валенках, с револьвером, патронами и вещевым мешком) совершил лыжный переход из Омска в Москву протяженностью 2800 км.
Старт был дан 4 января, финиш состоялся 5 марта. Переход длился 60 дней, из них 57 ходовых, среднесуточная скорость лыжника составил 49,1 км.
В те дни газета «Правда» опубликовала большую статью Куропаткина «На лыжах отдыхаем, на лыжах учимся, на лыжах побеждаем. Как я прошел 2800 километров». Заканчивалась эта статья такими словами: «Теперь я умею при обучении красноармейцев передать им свой опыт, а в боевых условиях со спокойной совестью вести свой взвод по лесным тропинкам и не боясь снежных сугробов…».
Георгий Куропаткин бы участником боёв на Халхин-Голе в 1939 году, где, уже будучи батальонным комиссаром, погиб.

### В пути
«Из г. Омска он вышел в полном военном снаряжении и в течение 13 дней уже покрыл расстояние в 600 километров. По пути следования лыжник знакомился с работой сельских кружков военных знаний и „Осоавиахима“, проводил на крестьянских собраниях доклады-беседы о военной опасности и необходимости укрепления обороноспособности страны…», — сообщала томская газета «Красное Знамя».
А газета «Уральский рабочий» писала три недели спустя: «…Степями Сибири, через горы Урала унесли его лыжи за многие сотни километров. Вчера он, комвзвода тов. Куропаткин, прибыл в Свердловск. …Сегодня он выйдет из Свердловска на Сарапул, Казань, Муром и Москву…».
Почти везде Куропаткина сопровождали морозы, доходившие до 40 градусов при ветре. И все-таки поставленную перед собой задачу он выполнил. Реввоенсовет СССР высоко оценил волю и мужество Георгия Куропаткина, наградив его почётной грамотой, именными золотыми часами и премировав комплектом лыж.